# Robert Porcher
Robert Porcher (Wando, 30 luglio 1969) è un ex giocatore di football americano statunitense che ha giocato nel ruolo di defensive end nella National Football League (NFL). Al college giocò a football alla South Carolina State University

## Carriera
Porcher fu scelto come 26º assoluto nel Draft NFL 1992 dai Detroit Lions. Vi giocò per tutta la carriera fino al 2004 un totale di 187 partite (terzo nella storia della squadra), stabilendo un record di franchigia con 95,5 sack. Guidò la squadra in sack per otto volte (un altro record di Detroit) e divenne il primo Lion ad andare in doppia cifra coi sack per quattro stagioni consecutive (1996–99). Porcher fu convocato per tre Pro Bowl in carriera nel 1997, 1999 e 2001 e disputò 24 partite in carriera con più di un sack. Dal 1996 al 2001 i suoi 68 sack furono il secondo massimo della NFL in quel periodo. I suoi 673 tackle sono il settimo risultato di tutti i tempi nella storia di Detroit.

## Palmarès
- Convocazioni al Pro Bowl: 3

1997, 1999, 2001
- All-Pro: 3

1997, 1999, 2001

## Statistiche
| Partite    | 187  |
| Tackle     | 603  |
| Sack       | 95,5 |
| Intercetti | 1    |